# Ґромблін
Ґромблін (пол. Grąblin) — село в Польщі, у гміні Крамськ Конінського повіту Великопольського воєводства.
Населення — 574 особи (2011).
У 1975—1998 роках село належало до Конінського воєводства.

## Демографія
Демографічна структура станом на 31 березня 2011 року:
|          | Загалом | Допрацездатний вік | Працездатний вік | Постпрацездатний вік |
| -------- | ------- | ------------------ | ---------------- | -------------------- |
| Чоловіки | 283     | 67                 | 184              | 32                   |
| Жінки    | 291     | 65                 | 165              | 61                   |
| Разом    | 574     | 132                | 349              | 93                   |